# 杨氏 (张彪妻)
杨氏（？—556年），南朝梁女性人物。祖籍天水郡（治今甘肃甘谷县），散骑常侍杨皦之女。
杨氏开始是河东裴仁林之妻，战乱中被张彪所纳，张彪反对陈霸先，穷途末路时想要杀死杨氏，杨氏毅然受死，但张彪没有下得去手。张彪被杀，章昭达称陈霸先的侄子陈蒨让他迎杨氏为家主，杨氏于是请为张彪殡丧。事情完毕后，假称入宅梳妆打扮，却用刀割发毁面，发誓不再下山，陈蒨许她出家为尼。后陈霸先又派军人求取她，她投井自杀，被救出来，苏醒之后，又投火而死。